# Nannobrachium nigrum
Nannobrachium nigrum är en fiskart som beskrevs av Günther, 1887. Nannobrachium nigrum ingår i släktet Nannobrachium och familjen prickfiskar. Inga underarter finns listade i Catalogue of Life.